# Кшечково-Мяновське
Кшечково-Мяновське (пол. Krzeczkowo Mianowskie) — село в Польщі, у гміні Чижев Високомазовецького повіту Підляського воєводства.
Населення — 150 осіб (2011).
У 1975-1998 роках село належало до Ломжинського воєводства.

## Демографія
Демографічна структура станом на 31 березня 2011 року:
|          | Загалом | Допрацездатний вік | Працездатний вік | Постпрацездатний вік |
| -------- | ------- | ------------------ | ---------------- | -------------------- |
| Чоловіки | 71      | 6                  | 52               | 13                   |
| Жінки    | 79      | 22                 | 33               | 24                   |
| Разом    | 150     | 28                 | 85               | 37                   |